# Vlad Dascălu
Vlad Dascălu (n. 17 decembrie 1997, Fălticeni, Suceava, România) este un ciclist cross-country român. A reprezentat România la Jocurile Olimpice de vară din 2020 de la Tokyo, unde s-a clasat pe poziția 7 în competiția de cross-country.

## Biografie
Dascălu a început să practice ciclismul la vârsta de 14 ani în competiții de coborâre, înainte de a trece la cross country.